# Dippoldismus
Dippoldismus ist eine Bezeichnung für erzieherischen, sexuell motivierten Sadismus. Der Begriff geht zurück auf einen Fall von 1902/1903, als der Hauslehrer Andreas Dippold seinen Schüler Heinz Koch misshandelte, was zum Tod des Schülers führte.